# Echinohelea blantoni
Echinohelea blantoni är en tvåvingeart som beskrevs av Wirth 1994. Echinohelea blantoni ingår i släktet Echinohelea och familjen svidknott.
Artens utbredningsområde är Panama. Inga underarter finns listade i Catalogue of Life.